# Jacques Robiolles
Jacques Robiolles, né le 6 mars 1935 à Coutances et mort le 19 avril 2017 dans cette ville, est un réalisateur de cinéma, acteur et producteur français.

## Biographie
Jacques Robiolles est né à Coutances en 1935, d’un père artiste peintre et projectionniste de films muets dans les villages. Il parcourait la Normandie dans une roulotte sur laquelle était peint "Electric Cinéma". C'est dans cette roulotte que Jacques naquit et c'est en assistant à ces projections dans des salles de fortune que naît chez lui la fascination pour le cinéma. Assis au premier rang, il regardait plusieurs fois le même film jusqu'à s'endormir et disait en montrant l'écran : « Quand je serais grand, je ferai ça. »
C'est à Coutances, à l'âge de 5 ans, qu'il assiste à la retraite des Anglais et à l'arrivée des Allemands, et passe avec son frère toute la période de l'occupation, jusqu'à l'arrivée des Américains. Il garde de cette période, malgré son jeune âge, de nombreux souvenirs...
Adolescent, son père l'envoie à Périers chez une tante marchande de meuble pour travailler comme commis, mais bientôt il entre en apprentissage chez un tapissier. À sa sortie, sa tante le reprend pour travailler comme décorateur chez ses clients.
Mais Robiolles n'a pas oublié ses rêves de cinéma et en 1953, à la mort de son père, il monte à Paris dans un camion de carottes. Sans un sou et n'ayant nulle part où se loger, il se souvient d'un cousin germain qui tient un hôtel rue Jean Mermoz. Il va le voir et à son grand étonnement croise Gary Cooper qui sort de l'établissement. L'hôtel était fréquenté par beaucoup d'acteurs et Robiolles va y rester pendant un an, aidant son cousin en repeignant les chambres et autres petits travaux. Parallèlement, il entre à l'école de théâtre de Tania Balachova et gagne sa vie comme régisseur au Crazy Horse Saloon. Bientôt, il travaille comme comédien au Théâtre de l'Odéon avec Jean-Louis Barrault. C'est là qu'il passera son mai 68, participant à l'occupation du théâtre en s'installant dans le bureau même de son directeur, pour diriger les équipes des contestataires.
Dès 1961, Robiolles approche le cinéma en faisant des petits rôles. Il va voir Claude Chabrol pour être son assistant, Chabrol ne le prend pas, mais lui donne un rôle dans Landru, qu'il est en train de tourner. Il joue ainsi dans plusieurs films de la nouvelle vague, en particulier François Truffaut avec lequel il fait trois films, Jean-Luc Godard, Jacques Rivette, Philippe Garrel, Jean-Daniel Pollet et se fait même vampire avec Jean Rollin. Il tourne parallèlement dans de nombreuses fictions de l'ORTF, dirigées entre autres par Robert Mazoyer, Pierre Prévert, Henri Colpi ou Stellio Lorenzi.
Mais Jacques poursuit son rêve de passer de l'autre côté de la caméra et après avoir réalisé deux courts-métrages, en 1968, avec des moyens de fortune ou plutôt de misère, il tourne son premier long-métrage Le Daguemaluakh (du nom du poisson fumé que vendait un marchand juif en bas de chez lui, rue des Écouffes, dans le quartier du Marais à Paris). C'est l'histoire du fils d'un réalisateur de l'ORTF qui tombe amoureux d'une belle Gitane et où se mêle réalisme documentaire et imaginaire féerique dans le style d'un cinéma des origines.
Le film enchante Henri Langlois qui lui paye son laboratoire et il connaît un certain succès dans le milieu fermé du cinéma, mais Jacques ne répond pas aux avances de plusieurs producteurs.
En 1971, il réalise Essai pour Richard III roi d'Angleterre, une épopée shakespearienne tournée dans un hangar et dans le plus grand dénuement.
Cette même année, Robiolles tourne par bribes, dans son petit appartement de la rue des Écouffes qui deviendra pendant plusieurs années son véritable studio de cinéma, un long-métrage qui prendra pour titre Les yeux de maman sont des étoiles. Non seulement il tourne chez lui, mais avec son fils Zozo (Stanislas) âgé de huit ans et qui avait déjà joué dans Le Révélateur de Philippe Garrel au côté de Laurent Terzieff et Bernadette Lafont. Dans ce lieu clos défile, devant Stanislas couché dans le lit de Robiolles, une véritable comédie humaine grimaçante et grotesque dont une scène d'amour assimilée à un jeu de bilboquet auquel se livre fébrilement un couple. À la fin, l'enfant, dégoûté par ce spectacle, prend un revolver et descend son père et sa mère. Fin brutale, pour un film qui aurait pu passer pour une comédie burlesque. Le film, réalisé avec des moyens de fortune, chutes de pellicules récupérées auprès d'amis et développement en douce contre quelques bouteilles de whisky, obtient le premier prix au Festival d'Hyères en 1972.
Toujours en 1971, Robiolles réalise Alice, une traversée du miroir revue par Robiolles. Il suit une jeune fille qui parcourt le Marais et n'en finit pas de monter des escaliers et d'ouvrir des portes jusqu'à la terrasse du château de Rochefort-en-Yvelines où se déroule une scène fellinienne d'un évêque se faisant masser par des jeunes filles nues. "C'est Alice de Lewis Carroll, mais c'est une Alice à moi.", dixit Jacques.
En 1973, il tourne Le Train de Transylvanie qu'il décrit comme un voyage cosmique effectué par des passagers clandestins... qui n'ont jamais quitté le lit de Robiolles. Le film est présenté à Cannes dans la section Perspective du cinéma.
En 1975, Robiolles réalise Le Jardin des Hespérides grâce à l'aide financière d'un propriétaire de pizzerias qui s'est entiché de son cinéma. Un film plein de magie et de poésie où l'on retrouve son fils Stanislas et l'on découvre Chantal Paley, archétype de la star du cinéma de Robiolles. Elle y joue le rôle d'une jeune fille confrontée à la vulgarité du monde et refusant sa réalité. Tout commence à la cinémathèque (celle du Palais de Chaillot) où l'on assiste à la naissance de Stanislas d'une statue d'odalisque. On le retrouve dans une scène de L'Arroseur arrosé qui tourne à la déconfiture pour l'enfant et nous fait passer du noir & blanc à la couleur et à la découverte de Chantal Paley en petite fille. Le film se poursuit dans le décor du château de Rochefort en Yvelines où l'apparition de Jacques Robiolles en élégant danseur de tango va transformer la petite fille en femme. La guerre éclate et le film se poursuit oscillant entre rêve et réalité et où l'on croise Brigantia, la déesse celte, et Marilyn Monroe. Robiolles fera lui-même la musique du film en s'essayant à un synthétiseur. Pour Jacques, les Hespérides qui se situent de l'autre côté du monde, c'est l'Amérique et par la même le cinéma hollywoodien et son film oscille entre admiration et dérision de ce mythe.
L'année suivante, Robiolles tourne Équinoxe, un court-métrage de 25 minutes qui met en scène une sirène échouée sur une plage polluée, jouée par Bojena Horackova, et Golo, un récupérateur de ferraille. On y retrouve aussi Chantal Paley, jeune femme aveugle que guide Stanislas, qui finit par l'abandonner pour suivre la sirène sous la mer. Pour Robiolles : " La vie, l'amour, la mort, la mer, la vie, etc.". Il obtient avec ce film le grand prix du film de court-métrage au Festival de Cannes de 1981.
En 1978, La Communion privée raconte en vingt minutes et à l'envers la vie d'un homme, aussi vieux et rouillé que son cargo, de sa mort à sa naissance. Le bateau ne quittera jamais le port, faute de carburant, c'est-à-dire de producteur... Un film inachevé dont les rushes ont été perdues.
En 1979, La Maison qui pleure (20 min), écrit avec Jacques Richard, est une parodie burlesque des réalisations de la Hammer, la production anglaise spécialisée dans les films d'horreurs. Deux vagabonds se réfugient dans une maison où ils rencontrent une jeune fille qu'ils violent sauvagement. La jeune fille s'échappe et se transforme en louve qui finira par les tuer.
En 1981, Jacques Robiolles tourne un somptueux péplum de 28 minutes en 35 mm et cinémascope. La Forêt désenchantée montre la lutte d'une tribu celte face à l'envahisseur romain. Un jeune centurion, joué par Fabrice Luchini, tombe amoureux d'une belle Celte, Bojena Horackova, et finit tragiquement sous les coups de ses propres légionnaires, tandis que transposée à l'époque moderne, la forêt succombe au tracé d'une autoroute. Jacques y joue le rôle de la Mort, armée de sa  faux et l'un des moments forts du film est à une cérémonie druidique à la pleine lune, peuplée de belles vestales vêtues de tuniques vaporeuses, digne des grandes reconstitutions historiques du cinéma hollywoodien à l'époque du muet. Comme dans beaucoup de ses films, Robiolles mélange le noir et blanc et la couleur, ici c'est le monde des Celtes qui est en noir et blanc et le celui des Romains en couleur.
Après sept ans de silence, Robiolles tourne en 1988, un documentaire sur la foire de Sainte-Croix de Lessay, une manifestation qui perdure depuis le Xe siècle, à travers les déambulations d'un groupe de marins russes et américains.
Enfin en 1990, il tourne un documentaire produit par la Sept, La Saga des Anglo-Normandes, qui retrace l'histoire de ces îles que parcourt un vieux voilier "Le Hareng blanc".
Avec Philippe Garrel, Werner Schroeter et Rainer Werner Fassbinder, Jacques Robiolles est l'un des cinéastes préférés d'Henri Langlois, le cofondateur de la Cinémathèque française. Henri Langlois avait même produit en partie son premier long-métrage Le Daguemaluahk.
"Enfant du cinéma comme on nait enfant de la balle, ce fils de projectionniste a été acteur, scénariste et réalisateur... Il a été plusieurs fois couronné dans les festivals grâce à un climat poétique très personnel" (Extrait du Dictionnaire du cinéma : les réalisateurs par Jean Tulard)
En 1971 Les Yeux de maman sont les étoiles obtient le 1er prix au festival d'Hyères
En 1975, Le Jardin des Hespérides, est présenté au Festival de Cannes dans la section Perspectives du cinéma français.
En 1976 Équinoxe est présenté au Festival de Cannes dans la section Perspectives du cinéma français.
En 1976, les Rencontres cinématographiques de Digne-les-Bains présentent une rétrospective intégrale de ses films.
En 1981 La Forêt désenchantée obtient le 1er prix "Histoires courtes Antenne 2" au festival de Cannes.
En 2002, il est filmé dans l'anthologie Cinématon, de Gérard Courant.
Henri Langlois a écrit :
" Trois hommes en France ont réussi à faire des films malgré tous : Jean-Luc Godard, depuis 1968, Philippe Garel, depuis qu'il fit de l'Athanor un court métrage, Jacques Robiolles parce que personne ne croyait en lui. Tous les trois ont appris à faire des films avec rien. ” Rien”, ça ne veut rien dire. Mais cela veut tout dire."
Par exemple, on arrive à travailler seul presque aux bougies, avec des chutes. Mais cela veut dire aussi en se mettant soi-même à la rue, en vendant son appartement, pour acheter de la pellicule, ce que fit Jacques Robiolles. Personne ne croyait en Robiolles parce que c'était un acteur, un gitan et non pas une vedette, et pourtant il est le premier des français à nous avoir évoqué dans son premier film "Le Daguemalhuahk" Jean Vigo ; et non par le sujet - le collège et l'enfance - mais par les chats. Les chats comme on les avait pas vus depuis "L'Atalante”, où pour un rien, une simple scène de rue; bien sûr en rovovant le film, je me suis demandé si c'était bien fortuit et si c'était bien par coïncidence.
Robiolles n'avait pas vu ”L'Atalante”.
Nous tous qui avions vu ”L'Atalante" n'avons pas réussi à nous faire penser à Vigo. On parle aussi beaucoup de Méliès, mais l'avoir évoqué sans l'imiter ou le reproduire, et simplement par allusion ne se voit que dans "Le Jardin des Hespérides". Nous retrouverons aussi "L'Arroseur arrosé" apparemment refait, mais si différent et si pieusement. Jacques Robiolles est fou de cinéma, comme il avait le cinéma en lui, il lui fallait absolument en faire. On le laissait faire puisqu'il était fou, avec ses seuls moyens et l'on souriait de ses premiers tâtonnements. Et puis soudain il a franchi la toile de l'écran comme Jean Borlin dans "Entr'acte" et nous est apparu tel qu'il s'est fait, tel qu'il est : le maître d'un nouveau cinéma qui rejoint, qui recrée tout ce qui avait disparu et qui nous manquait, la poésie véritable de l'art cinématographique.
Ainsi, contre vents et marées, Robiolles comme quelques-uns pour s'être refusé à être des valets, sont en train de créer un nouveau courant qui ne cessera de grossir et restituera au Cinéma Français ce qu'il avait perdu - la poésie - sans renier pour autant la réalité.
Henri Langlois. »
Jacques Robiolles était en outre un formidable conteur et connaisseur de la saga des Normands du Cotentin (Hauteville/ Alltavilla).

### Famille
Il est le père de Stanislas Robiolle (s'écrit sans "s"), qui a été acteur (rôle principal dans l'un des meilleurs films de Philippe Garrel, Le Révélateur, tourné en juin 1968).

## Filmographie

### Réalisateur
- 1967 : Réflexion faite dans un buffet Henri II
- 1968 : Le Daguemaluahk (60 min)
- 1970 : Essais pour Richard III, roi d'Angleterre (30 min)
- 1971 : Les yeux de maman sont des étoiles
- 1972 : Alice (75 min)
- 1973 : Le Train de Transylvanie (75 min)
- 1975 : Le Jardin des Hespérides
- 1976 : Équinoxe (25 min)
- 1978 : La Communion privée  (20 min)
- 1979 : La Maison qui pleure (20 min)
- 1981 : La Forêt désenchantée (28 min)
- 1988 : Comme des larrons en foire (30 min)
- 1990 : La Saga des Anglos-Normandes (70 min)

### Acteur

#### Cinéma
- 1961 : Les Dimanches de Ville d'Avray, de Serge Bourguignon
- 1962 : Landru, 1962 de Claude Chabrol
- 1966 : La Rose de fer (Les Cinq Dernières Minutes), de Claude Loursais : un photographe
- 1967 : La Mariée était en noir, de François Truffaut
- 1967 : Marie pour mémoire, de Philippe Garrel
- 1968 : Baisers volés, de François Truffaut
- 1968 : Détruisez-vous de Serge Bard
- 1970 : La Vampire nue de Jean Rollin  : un mutant
- 1970 : Les Stances à Sophie de Moshe Mizrahi
- 1970 : Domicile conjugal, de François Truffaut
- 1971 : L'Amour c'est gai, l'amour c'est triste, de Jean-Daniel Pollet : Philippe
- 1971 : Le Frisson des vampires, de Jean Rollin
- 1972 : Bananes mécaniques, de Jean-François Davy
- 1973 : L'An 01 de Jacques Doillon et Gébé.
- 1974 : Q, de Jean-François Davy
- 1974 : Touche pas à la femme blanche, de Marco Ferreri : un indien
- 1974 : Les Bidasses s'en vont en guerre, de Claude Zidi : le lieutenant
- 1975 : C'est dur pour tout le monde, de Christian Gion
- 1979 : Le Mors aux dents, de Laurent Heynemann
- 1977 : Le Rouge de Chine, de Jacques Richard
- 1984 : Rebelote, de Jacques Richard
- 1986 : La Femme secrète, de Sébastien Grall
- 2002 : Cinématon no 2028, de Gérard Courant
- 2002 : Couple no 110, de Gérard Courant
- 2002 : Trio n° 15, de Gérard Courant
- 2004 : Le Fantôme d'Henri Langlois (documentaire), de Jacques Richard

#### Télévision
- 1965 : Les Jeunes Années, épisodes 7, 13 de Joseph Drimal : Henri Villedieu
- 1966 : Les Cinq Dernières Minutes, épisode La Rose de fer de Jean-Pierre Marchand
- 1966 : Rouletabille chez les Bohémiens, de Robert Mazoyer
- 1966 : À la belle étoile Pierre Prévert : un pilleur d'église
- 1967 : La Bonne Peinture, de Philippe Agostini : Balavoine
- 1968 : Les Compagnons de Baal, de Pierre Prévert : L'adorateur
- 1969 : Jacquou le Croquant, feuilleton, de Stellio Lorenzi
- 1969 : Fortune, d'Henri Colpi
- 1970 : Rendez-vous à Badenberg, de Jean-Michel Meurice
- 1971 : La Lucarne magique de Pierre Desfons : un infirmier
- 1971 : Les Nouvelles Aventures de Vidocq, épisode Les Crimes de Vidocq de Marcel Bluwal
- 1977 : Un juge, un flic de Denys de La Patellière, première saison (1977), épisode : Le Crocodile empaillé